# Когнітивна наука

Дисципліни, що лежать в основі когнітивної науки, та їхні відношення: лінгвістика, неврологія, штучний інтелект, філософія, антропологія і психологія.

Когнітивістика (когнітивна наука) (лат. cognitio — пізнання) — наукова дисципліна, об'єктом вивчення якої є опис, пояснення, а за необхідності і моделювання механізмів людського, тваринного або штучного процесу мислення, так і загалом будь-якої складної системи обробки даних, здатної набувати, зберігати, використовувати та передавати знання. Когнітивна наука вивчає та моделює різноманітні явища пов'язані з мисленням; такі як: сприйняття, інтелект, мова, пам'ять, увага, міркування, емоції, розум і навіть свідомість. Когнітивна наука це певний міждисциплінарний науковий напрям, що об'єднує в собі нейронауку, теорію пізнання, когнітивну психологію, нейрофізіологію, когнітивну лінгвістику, філософію свідомості і теорію штучного інтелекту.
У когнітивістиці спільно використовуються комп'ютерні моделі, взяті з теорії штучного інтелекту, і експериментальні методи, узяті з психології і фізіології вищої нервової діяльності, для розробки точних теорій роботи людського мозку.
Часто відзначають [хто?], що когнітивістика багато в чому завдячує своєю появою вченню про ноосферу [джерело?]. Ключовим технічним досягненням, які зробили когнітивістику можливою, стали нові методи сканування мозку. Томографія, електроенцефалографія та інші методи вперше дозволили зазирнути всередину мозку і отримати дані про його роботу. Важливу роль зіграли і все потужніші комп'ютери.
Прогрес у когнітивістиці, що спостерігається зараз, як вважають вчені, дозволить «розгадати загадку розуму», тобто описати і пояснити процеси в мозку людини, відповідальні за вищу нервову діяльність людини. Це дозволить створити системи так званого сильного штучного інтелекту, який буде володіти здібностями до самостійного навчання, творчості, вільного спілкування з людиною.

## Складові когнітивістики
- Штучний інтелект;
- Когнітивна психологія;
- Когнітивна лінгвістика;
- Когнітивна етологія;
- Математична логіка;
- Неврологія;
- Нейробіологія;
- Нейрофізіологія;
- Філософія свідомості;

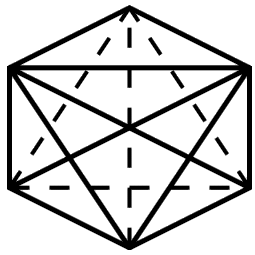
Когнітивна гексаграма, яка демонструє що когнітивна наука складається з кількох взаємопов'язаних наукових дисциплін

До когнітивних наук також відносять експериментальну психологію (застосовує експериментальні підходи в соціальній психології, при дослідженні психологічних мотивацій і емоцій.), когнітивну антропологію, когнітивну географію.

## Історія
Передісторія когнітивної науки простежується з давньогрецьких філософських текстів (див. Менон (Платон)). Також, необхідно згадати таких авторів, як Рене Декарт, Девід Юм, Іммануїл Кант, Бенедикт Спіноза, Ніколя Мальбранш, П'єр Кабаніс, Ґотфрід Вільгельм Лейбніц та Джон Локк. Хоча вони зробили великий внесок у філософське відкриття розуму, і це у підсумку призвело до розвитку психології, вони працювали з абсолютно іншим набором інструментів та основних понять, ніж когнітивісти.
Сучасну культуру когнітивної науки можна простежити від кібернетиків 1930-х та 1940-х років, таких як Воррен Мак-Каллок та Волтер Пітс, які намагалися зрозуміти принципи організації розуму. Мак-Каллок і Пітс розробили перші варіанти того, що тепер відоме як штучна нейронна мережа.
Ще один попередник когнітивної науки існував на ранніх стадіях розвитку теорії алгоритмів та цифрового комп'ютера у 1940-х та 1950-х. Алан Тюрінг та Джон фон Нейман зіграли важливу роль у цих подіях. Сучасний комп'ютер, або машина фон Неймана, мав грати центральну роль у когнітивній науці як метафора для розуму, так і як інструмент для проведення досліджень.
В 1959 році Ноам Чомскі опублікував нищівну рецензію на книгу Береса Фредеріка Скінера «Вербальна поведінка». На той час у біхевіористській парадигмі Скіннера домінує психологія: більшість психологів зосереджені на функціональних зв'язках між стимулом і реакцією, без утверджувань внутрішніх уявлень. Чомскі стверджує, що для того, щоб пояснити мову, нам потрібна така теорія як генеративна граматика, яка не лише пояснює внутрішні уявлення, але і характеризує їх основну мету.
Термін когнітивна наука був запропонований Крістофером Лонге-Хіггінсом у 1973 в коментарі до Доповіді Лайтхілла, у якій йшлося про дослідження тогочасного стану штучного інтелекту. У тому ж десятилітті були засновані журнали Когнітивна наука та Товариство когнітивної науки. У 1982 році коледж Вассар став першою установою у світі, яка надає ступінь бакалавра в галузі когнітивної науки.
У 1970-х та на початку 1980-х багато когнітивних наукових досліджень було зосереджено на можливостях штучного інтелекту. Деякі дослідники, наприклад Марвін Мінський, створювали комп'ютерні програми такими мовами як Лісп, щоб спробувати формально охарактеризувати дії, що пережила людина, наприклад, в процесі прийняття рішень та вирішення проблем, з метою кращого розуміння ходу людської думки, а також створення штучного розуму. Цей підхід відомий як «символічний ШІ».
Зрештою, межа символічної дослідницької програми ШІ стала очевидною. Наприклад, здавалося нереальним всебічно перерахувати людські знання в форму, що використовувала комп'ютерна програма. Наприкінці 80-х і 90-х років спостерігався підйом нейронної мережі та конективізму як дослідницької парадигми. Відповідно до цієї точки зору, яку часто пов'язують з психологом Джеймсом Мак-Клеландом та Девідом Румельхартом, розум можна охарактеризувати як сукупність складних асоціацій, представлених у вигляді розшарованої мережі. Нещодавно символічна та конективістська моделі були об'єднані, що дозволяє скористатися перевагами обох форм пояснення.

## Принципи

### Рівні аналізу
Основний принцип когнітивної науки полягає в тому, що повне розуміння розуму/мозку не може бути досягнуто шляхом вивчення тільки одного рівня. Прикладом може бути проблема запам'ятовування номера телефону і посилання на нього згодом. Один з підходів до розуміння цього процесу полягає в тому, щоб вивчити поведінку шляхом прямого спостереження. Людині можуть представити номер телефону, а потім, з деякою затримкою, попросять його згадати. Тоді можна виміряти точність відповіді. Інший підхід полягає у вивченні збуджень окремих нейронів у той час як людина намагається згадати номер телефону. Жоден з цих експериментів не може повністю пояснити, як працює процес запам'ятовування номера телефону. Навіть якщо технологія окреслення кожного нейрону в мозку в режимі реального часу була б доступна, і було відомо, коли збуджується кожен нейрон, все одно буде неможливо дізнатися, як саме те чи інше збудження нейронів трансформується у поведінку спостережуваного. Таким чином, необхідне розуміння того, як пов'язані один з одним ці два рівні. Вивчення того чи іншого явища з різних сторін створює більш глибоке розуміння процесів, що відбуваються в мозку та призводять до певної поведінки.
Девід Кортні Марр дав знаменитий опис трьох рівнів аналізу:
1. Теорія алгоритмів, що зазначає цілі розрахунків.
2. Представлення та алгоритм, що дають уявлення про вхідні та вихідні дані, а також алгоритм, який перетворює їх одне в одного.
3. Апаратна реалізація, що показує, як можуть бути фізично реалізовані алгоритм та представлення.

### Міждисциплінарний характер
Когнітивна наука є міждисциплінарною областю разом з іншими науками різних галузей, в тому числі психологія, неврологія, лінгвістика, філософія свідомості, інформатика, антропологія, соціологія та біологія. Когнітивна наука на відміну від багатьох інших наук має тенденцію дивитися на світ за межами розуму. Поле досліджень когнітивної науки зазвичай сумісне з фізичними науками і використовує наукові методи та моделювання, часто порівнюючи вихідні результати моделей з аспектами поведінки людини. Існують деякі сумніви, чи є єдиною когнітивна наука. Тому воліють говорити про когнітивні науки у множині.
Багато, але не всі вчені, що вважають себе когнітивістами, мають функціоналістичний погляд на розум і вважають, що психічні стани класифікуються функціонально. За деякими версіями функціоналізму, не лише людські систем, а й системи інших видів тварин, чужих форм життя або просунутих комп'ютерів можуть, в принципі, мати психічні стани.

### ТермінКогнітивнанаука
Cognitio у перекладі з латинської мови означає «пізнання».
Термін «когнітивна» в когнітивній науці «використовується для будь-якого виду психічної роботи або структури, що можуть бути вивчені в точних термінах» (Джордж Лакоф та Марк Джонсон, 1999). Ця концепція є дуже широкою, і не слід плутати з тим, як «когнітивний» використовується в деяких традиціях аналітичної філософії, де термін має справу лише з формальними правилами.
Найбільш ранні записи із словом «когнітивний» в Оксфордському словнику англійської мови означають приблизно «те, що стосується дії або процесу пізнання». Перший запис 1586 року показує, що слово свого часу використовувалось в контексті обговорення теорії пізнання Платона.

#### Когнітивні (пізнавальні) технології
Когнітивні (пізнавальні) технології — способи трансформації пізнавальної поведінки людини, організацій, націй через
покращення їхнього інтелектуального потенціалу або долучення до сучасних інформаційних систем.

## Сфера
Когнітивна наука охоплює широке коло питань, що стосуються пізнання. Соціальні та культурні чинники, емоції, свідомість, тваринний інтелект, порівняльний та еволюційний підходи часто засновані на ключових філософських конфліктах. Ще одним важливим питанням, пов'язаним з розумом, є кваліа, якого когнітивні науки, як правило, уникають. Обговорення цього питання іноді обмежується лише відзначенням кваліа як філософськи-відкритим. Однак, дехто в співтоваристві когнітивної науки вважає, що ці теми є актуальними, і пропагує важливість їх вивчення.
Нижче наведені деякі з основних тем, якими займається когнітивна наука. Це не вичерпний список, але він покриває досить широкий спектр інтелектуальної поведінки.

### Штучний інтелект
«… Основним внеском Ш. І. та когнітивних наук в психологію була модель обробки інформації людського мислення, в якій метафору мозок-як-комп'ютер потрібно розуміти буквально.» AAAI Web pages [Архівовано 2 Червня 2011 у Wayback Machine.].
Штучний інтелект (ШІ) включає в себе дослідження когнітивних явищ в машинах. Однією з практичних цілей для ШІ є реалізація аспектів людського інтелекту в комп'ютерах. Комп'ютери широко використовуються також як інструмент для вивчення когнітивних явищ. Імітаційне моделювання використовується для вивчення того, як можна структурувати людський розум.
Існує дискусія з приводу того, що розум найкраще розглядати або як величезний масив невеликих, але індивідуально слабких елементів (наприклад, нейронів), або як набір високорівневих структур, таких як символи, схеми, плани і правила. Згідно з попередніми поглядами, для вивчення розуму використовується конективізм, останні ж підкреслюють символьні обчислення. Один із способів розгляду цього питання є визначення, чи можна точно імітувати людський мозок за допомогою комп'ютера без точного моделювання нейронів, що входять до складу людського мозку.

### Увага
Увага — це вибір важливої інформації. Людський розум отримує мільйони стимулів, і він повинен мати спосіб вирішити, як цю інформацію обробити. Увага іноді розглядається як прожектор, тобто можна освітлити лише певний набір інформації. Експерименти, які підтримують цю метафору, включають тест дихотичного прослуховування (Чері, 1957) та дослідження сприйняття сліпоти (Мак та Рок, 1998). У тесті диходичного прослуховування суб'єкт сприймає на слух два різні за змістом чи звучанням повідомлення, по одному у кожне вухо; він має зосередитися тільки на одному з повідомлень.

### Знання та обробка мови
Можливість дізнаватися та розуміти мову є надзвичайно складним процесом. Мова набувається протягом перших кількох років життя, і всі люди можуть набувати мову вміло в нормальних умовах. Деякі з рушійних питань, що стосуються вивчення процесів обробки мови мозком, включають: (1) Який ступінь знання мови, вроджений або набутий? (2) Чому дорослим важче вивчити другу мову, ніж немовлятам набути першу? (3) Яким чином люди в стані зрозуміти речення?
Вивчення мови коливається від дослідження звукової форми слова зі значенням слова до цілих фраз. Лінгвістика часто ділить обробку мови на правопис, фонологію та фонетику, морфологію, синтаксис, семантику та прагматику. Аспекти мови можна вивчати в кожному з цих компонентів та їх взаємодії.
Вивчення обробки мови в когнітивній науці тісно пов'язане з галуззю лінгвістики. Лінгвістика традиційно вивчається як частина гуманітарних наук, включаючи вивчення історії, літератури та мистецтва. В останні п'ятдесят років (або близько того), все більше і більше дослідників вивчають знання та використання мови як когнітивного явища. Лінгвісти визначили, що люди чудово знають правила, які керують їх власними словами. Таким чином, лінгвісти повинні вдаватися до непрямих методів, щоб визначити, що являють собою ці правила, якщо, звичайно, такі існують. У будь-якому випадку, якщо мова дійсно регулюються правилами, вони виявляються непрозорими для свідомої уваги.

### Навчання та розвиток
Навчання та розвиток є процесами, за допомогою яких ми набуваємо знань та інформацію з плином часу. Немовлята народжуються з малою кількістю знань або без них (в залежності від визначення знання), але вони швидко набувають здатність використовувати мову, ходити, впізнавати людей та предмети. Дослідження в області навчання і розвитку прагне пояснити механізми, за допомогою якого ці процеси можуть мати місце.
Головне питання в дослідженні когнітивного розвитку є ступінь, в якій певні здібності є вродженими або набутими. Нативістична точка зору підкреслює, що деякі функції є вродженими для організму і визначаються його генетичним фондом. Емпірична точка зору, з іншого боку, підкреслює, що певні здібності набуваються з навколишнього середовища. Темою серйозних дебатів залишається як генетична інформація може керувати когнітивним розвитком. В області оволодіння мовою дехто (наприклад, Стівен Пінкер) стверджує, що конкретна інформація, що містить універсальні граматичні правила повинна міститися в генах, тоді як інші (Джефрі Ельман і колеги з Rethinking Innateness) стверджують, що твердження Пінкера біологічно нереальні. На їх думку, гени визначають архітектуру системи навчання, але конкретні «факти» про те, як працює граматика, можуть бути отримані лише в результаті досвіду.

### Пам'ять
Пам'ять дозволяє зберігати інформацію для подальшого використання. Існує думка, що пам'ять складається з довгострокових та короткострокових «сховищ». Довготривала пам'ять дозволяє зберігати інформацію протягом тривалого часу (днів, тижнів, років). Ми ще не знаємо практичну межу довгострокової пам'яті. Короткочасна пам'ять дозволяє зберігати інформацію протягом короткого терміну (кілька секунд або хвилин).
Пам'ять також часто групують в декларативні та процедурні форми. Декларативна пам'ять — згруповані в підмножини семантичних та епізодичних форм пам'яті — допомагає запам'ятовувати факти та конкретні знання, значення і (наприклад, «Хто був першим президентом України?», або «Що я їв на сніданок чотири дні тому?»). Процедурна пам'ять дозволяє запам'ятати дії та двигун послідовності (наприклад, як їздити на велосипеді).
Когнітивні дослідження пам'яті зосереджені на тому, як пам'ять має вплив на пізнавальний процес, а також на взаємозв'язок між пізнанням і пам'яттю.

### Сприйняття і дія
Сприйняття — це можливість отримувати інформацію через відчуття та оброблювати її певним чином. Зір та слух — два домінуючі почуття, які дозволяють нам сприймати навколишнє середовище. Деякі питання дослідження зорового сприйняття включають: (1) Як ми можемо розпізнати об'єкти? (2) Чому ми бачимо безперервне візуальне середовище, хоча ми зосереджуємо зір лише на його невеликих фрагментах в будь-який момент часу? Одним з інструментів для вивчення зорового сприйняття є оптична ілюзія. Зображення праворуч є прикладом бістабільного сприйняття.

## Методи досліджень
Існує безліч різних методик для вивчення когнітивної науки. Оскільки наука є міждисциплінарною, дослідження часто перетинаються в кількох областях, спираючись на методи дослідження психології, неврології, інформатики та теорії систем.

### Поведінкові експерименти
Для того щоб отримати опис того, що є розумною поведінкою, необхідно вивчити поведінку саму по собі. Цей тип дослідження тісно пов'язаний з когнітивною психологією та психофізіологією. Вимірюючи поведінкові реакції на різні стимули, можна зрозуміти те, як ці стимули будуть оброблені. Левандовскі та Строметц (2009) розглянули колекцію інноваційних застосувань поведінкових вимірювань у психології, включаючи поведінкові сліди, поведінкові спостереження та поведінковий вибір. Поведінкові сліди вказують на поведінку, що сталась, але актор не присутній (наприклад, сміття в кошику або покази електричного лічильника). Поведінкові спостереження пов'язані з прямими свідками актора, що бере участь у поведінці (наприклад, спостерігаючи, як близька людина знаходиться поруч з іншою людиною). Поведінкові варіанти присутні, коли людина обирає між двома або більше варіантами (наприклад, поведінка голосування).
- Час реакції. Час між поданням стимулу і відповідною реакцією може вказувати на відмінності між двома когнітивними процесами, а також на природу деяких речей. Наприклад, якщо в завданні пошуку час реакції змінюється пропорційно до числа елементів, то очевидно, що цей когнітивний процес пошуку містить у собі послідовну, а не паралельну обробку.
- Психофізіологічні відповіді. Психофізіологічні експерименти — це старий психологічний прийом, перейнятий з когнітивної психології. Співвідношення суб'єктивних масштабів між людьми може показати пізнавальні або сенсорні упередження в порівнянні з реальними фізичними вимірами. Ось кілька прикладів:
  - Однакові рішення для кольорів, тонів, текстури і т. д.
  - Поріг відмінності кольорів, тонів, текстури і т. д.
- Ай-трекінг. Ця методика використовується для вивчення різних пізнавальних процесів, перш за все зорового сприйняття та обробки мови. Фіксація точки очей пов'язана з фокусом уваги людини. Таким чином, за допомогою моніторингу руху очей ми можемо вивчати те, яка інформація обробляється в даний момент часу. Ай-трекінг дозволяє вивчати пізнавальні процеси в дуже короткочасових масштабах. Рухи очей відображають прийняття рішень і дають нам певне уявлення про те, яким чином ці рішення можуть бути оброблені.

### Нейровізуалізація
Нейровізуалізація включає в себе аналіз діяльності мозку при виконанні різних когнітивних завдань. Це дозволяє пов'язати поведінку та функції мозку, щоб допомогти зрозуміти, як саме обробляється інформація. Зображення мозку часто використовується в когнітивній нейронауці.
- Однофотонна емісійна комп'ютерна томографія і позитрон-емісійна томографія. ОФЕКТ і ПЕТ використовують радіоактивні ізотопи, які вводяться в кров суб'єкта і потрапляють до мозку. Спостерігаючи, які області мозку займає радіоактивний ізотоп, ми можемо побачити, які ділянки мозку активніші в порівнянні з іншими.
- Електроенцефалографія. ЕЕГ вимірює електричні поля, що генеруються великими популяціями нейронів в корі головного мозку, шляхом розташування ряду електродів на голові суб'єкта.
- Функціональна магнітно-резонансна томографія. МРТ вимірює відносну кількість кисню у крові, що тече в різних частинах мозку. Більша кількість кисню в крові в конкретному регіоні корелює із збільшенням нейронної активності в цій частині головного мозку. Це дозволяє локалізувати певні функції в різних областях мозку.
- Дифузійна оптична візуалізація[en]. Ця техніка використовує інфрачервоні передавачі і приймачі для вимірювання кількості світла, що відбивається або поглинається кров'ю у різних областях головного мозку. Венозна кров та кров, насичена киснем, відбиває або поглинає різну кількість світла, тому ми можемо вивчити, які області є активнішими (тобто ті, які мають вищий рівень кисню в крові). Цей метод є дуже безпечним і може бути використаний для вивчення мозку немовлят.
- Магнітоенцефалографія[en]. МЕГ вимірює магнітні поля в результаті активності кори головного мозку. МЕГ використовує SQUID для виявлення крихітних магнітних полів.

### Моделювання
Імітаційне моделювання вимагає математичного та логічного формального представлення проблеми. Моделювання може допомогти нам зрозуміти функціональну організацію конкретного когнітивного явища.
Є два основні підходи до когнітивного моделювання. Перший орієнтований на абстрактні психічні функції розуму і працює за допомогою символів, а другий орієнтований на нервові та асоціативні властивості людського мозку, і називається підсимволічним.
- Символічне моделювання розвинулось з парадигм інформатики з використанням технологій, основаних на Knowledge-based systems, а також філософської точки зору. Воно було розроблене першими дослідниками-когнітивістами і згодом використовувалось для експертних систем. З початку 1990-х років символічне моделювання було узагальнене для дослідження людини як моделі інтелекту. Останнім часом, особливо в контексті когнітивного процесу прийняття рішень, символічне когнітивне моделювання поширюється на соціально-когнітивний підхід.
- До підсимволічного моделювання належать моделі нейронної мережі. Конективізм ґрунтується на ідеї про те, що розум/мозок складається з простих вузлів, а потужність системи йде в першу чергу від наявності та способу зв'язку між простими вузлами. Нейронні мережі є «підручником» реалізації цього підходу. Деякі критики підходу вважають, що в той час як ці моделі дають уявлення про те, як працює система, вони не мають сили, тому що пояснення роботи складних систем зв'язку навіть з простими правилами є надзвичайно складним.

Всі ці підходи мають тенденцію бути узагальненими у вигляді інтегрованих обчислювальних моделей синтетичного/абстрактного інтелекту для того, щоб бути застосованими до пояснення і вдосконалення індивідуального та соціального прийняття рішень та психології міркувань.